# Ernst Lange (Theologe)
Ernst Karl Jakob Lange (* 19. April 1927 in München; † 3. Juli 1974 in Windhaag/Oberösterreich) war ein deutscher protestantischer Theologe, Professor für Praktische Theologie, Oberkirchenrat und Kirchenreformer.

## Herkunftsfamilie
Lange wurde als Sohn des Psychiaters Johannes Lange (1891–1938) und der Ärztin Katharina (Käthe) Lange, geb. Silbersohn, in München geboren. Käthe Silbersohn stammte aus einer ostpreußischen jüdischen Kaufmannsfamilie und studierte Medizin in Heidelberg, Berlin, Königsberg, Kiel und München. Nach ihrer Approbation 1915 praktizierte sie in Kriegsvertretung auf dem Lande, wurde 1917 promoviert, öffnete noch während des Ersten Weltkrieges im Januar 1918 eine eigene Arztpraxis in Pasing und heiratete den Assistenzarzt Johannes Lange. 1927 verkaufte sie ihr Pasinger Haus. Die Familie bezog die ehemalige Wohnung von Emil Kraepelin im von James Loeb für die Deutsche Forschungsanstalt für Psychiatrie errichteten Gebäude (Architekt: Carl Sattler) am Bavariaring 46 in München. Von da an nannte sie sich „Katharina Lange“. Es ist das Geburtshaus von Ernst Lange.
Der Vater erhielt 1930 einen Ruf nach Breslau an die psychiatrische Klinik, deren Direktor Karl Bonhoeffer bis 1912 gewesen war, dem Vater von Dietrich Bonhoeffer. Die Mutter, die immer in eigener Praxis in München tätig war, reichte 1934 die Scheidung ein und kehrte mit Tochter Ursula nach München bzw. Schondorf zurück. Der Sohn blieb beim Vater und dessen neuer Partnerin in Breslau. 1937 nahm sich Katharina Lange das Leben.

## Biografie
Nach dem Tod des Vaters 1938 besuchte Ernst Lange das Landschulheim Schondorf am Ammersee, dessen Leiter ein entfernter Verwandter der Familie war. 1943 musste Lange die Schule ohne Abitur verlassen, weil er „Halbjude“ war. Er zog ohne Abitur nach Berlin. In dieser Zeit stand er und seine Schwester unter der Obhut von Hugo Spatz, eines mit dem Vater bekannten Professorenkollegen aus Münchner Zeiten und in die Aktion T 4 involvierten Hirnanatomen, der sie vor Verfolgung zu schützen suchte.
Nach einer Optikerlehre und dem Abitur 1945 in einem „Sonderkurs für rassisch Verfolgte“ studierte er bis 1950 Theologie in Berlin, Sigtuna und Göttingen und wurde von 1950 bis 1953 Vikar im Berliner Landesjugendpfarramt. Von 1954 bis 1959 arbeitete er als Verlagslektor und Dozent am Burckhardthaus in Gelnhausen, einer Ausbildungsstätte für Gemeindehelferinnen und Sitz des westdeutschen Zweigs der Young Women’s Christian Association YWCA. 1959 bis 1960 folgte ein halbes Jahr als Hilfsschlosser bei der Firma Orenstein & Koppel in Berlin.
1954 reiste Ernst Lange als Delegierter der Evangelischen Jugend Deutschlands zur 2. Vollversammlung des Ökumenischen Rates der Kirchen in die USA. Dort lernte er die „East Harlem Protestant Parish“ in New York kennen. In East Harlem hatten drei Theologiestudenten in einem leerstehenden Metzgerladen eine Gemeinde ins Leben gerufen, die zum Treffpunkt der Jugendlichen wurde.
Inspiriert durch die Erfahrung in East-Harlem entstand im Orbishöher Freundeskreis der Gedanke, in Berlin eine ähnliche Gemeinde aufzubauen. Das Konsistorium der Evangelischen Kirche in Berlin-Brandenburg zeigte Interesse.
1960 wurde Lange Pastor in Berlin-Spandau. Dort baute er in einer ehemaligen Bäckerei die „Ladenkirche am Brunsbütteler Damm“ auf. Die Ladenkirche wurde als Mischung von einladenden Angeboten, sozialem Engagement und Diskussionsforum zu einem der meistbeachteten Reformprojekte der evangelischen Kirche.
1963 wurde Lange Professor für Praktische Theologie an der Kirchlichen Hochschule Berlin. 1965 gab er seine Professur aus gesundheitlichen Gründen wieder auf und war bis 1967 Pfarrer in Spandau.
Von 1968 bis 1970 wirkte Lange beim Ökumenischen Rat der Kirchen in Genf als Direktor der Abteilung für „Ökumenische Aktion“. Seine zunehmenden Depressionen veranlassten ihn, sein Amt 1970 aufzugeben. Im ÖRK gelingt es Ernst Lange, den brasilianischen Pädagogen Paulo Freire in das Bildungsreferat nach Genf zu holen.
Ab 1973 wurde er als Oberkirchenrat in die Planungsgruppe der Kirchenkanzlei der Evangelischen Kirche in Deutschland in Hannover berufen.
Ernst Lange war mit Beate Lange (1927–2010), geb. Heilmann, verheiratet. Der Ehe entstammen zwei Söhne und zwei Töchter.
Am 3. Juli 1974 nahm sich Ernst Lange in einem Ferienhaus in Windhaag, Oberösterreich das Leben mit 47 Jahren, im gleichen Alter, wie sein Vater gestorben war.

## Theologisches Denken
Ernst Langes theologisches Denken ist von Anfang an von der Frage geprägt, wie sich die Glaubwürdigkeit Gottes in der Welt erweisen kann. Deshalb müsste die Kirche sich einlassen auf das Leben und die Wirklichkeit der modernen Welt.
Bedeutend für Langes praktisch-theologische Theoriebildung ist sein Kontakt mit dem brasilianischen Pädagogen Paulo Freire beim ÖRK in Genf. Diese Beziehung führt ihn zur Einsicht, Lernen als Vollzugsform des Glaubens aufzufassen und Bildung als Problem und als Funktion der Kirche zu thematisieren. Von dessen „Pädagogik der Unterdrückten“ und Alphabetisierungskampagne lässt sich Lange zu einer „Konfliktorientierten Erwachsenenbildung“ inspirieren.
Erhebliche Bedeutung innerhalb des Protestantismus hat auch Langes Konzept einer unideologischen, glaubens- und lebensweltorientierten Predigtpraxis erlangt. Sein Ansatz liegt u. a. den vielverwendeten Göttinger Predigten im Internet zugrunde.

## Ehrungen
1961: Brüder-Grimm-Preis des Landes Berlin
1972: Ehrendoktorwürde der Evangelisch-Theologischen Fakultät der Universität Tübingen

## Werke
- Von der Meisterung des Lebens. Gelnhausen 1957
- Versuch in East Harlem. In: H. J. Schultz: Frömmigkeit in einer weltlichen Welt. Stuttgart 1959.
- Chancen des Alltags. Überlegungen zur Funktion des christlichen Gottesdienstes in der Gegenwart. Gelnhausen 1965.
- Einführung zu: Paulo Freire: Pädagogik der Unterdrückten. Stuttgart/Berlin 1971. S. 7–28.
- Nicht an den Tod glauben. Hrsg. von R. Schloz. Bielefeld 1975.
- Sprachschule für die Freiheit. Bildung als Problem und Funktion der Kirche. München 1980.
- Kirche für die Welt. Aufsätze zur Theorie kirchlichen Handelns. München, 1981
- Die ökumenische Utopie oder was bewegt die ökumenische Bewegung? München 1986.
- Predigen als Beruf. Aufsätze zu Homiletik, Liturgie und Pfarramt. Stuttgart 1976; Edition Ernst Lange 3, München 1982; 2. Aufl. München 1987.
- Ernst-Lange-Lesebuch. Von der Utopie einer verbesserlichen Welt. Texte. Hrsg. v. Georg Friedrich Pfäfflin u. Helmut Ruppel. Berlin 1999.
- Dem Leben trauen. Andachten und Predigten. Bearb. u. hg. v. Martin Bröking-Bortfeldt. 2. Aufl. Rothenburg/T. 2002
- Briefe 1942-1974. Hrsg. v. Martin Bröking-Bortfeldt (†), Christian Gößinger und Markus Ramm, Berlin 2011